# Ilybius chalconatus
Ilybius chalconatus es una especie de escarabajo del género Ilybius, familia Dytiscidae. Fue descrita científicamente por Panzer en 1796.

## Distribución geográfica
Es una especie de escarabajo nativo del Paleártico, que incluye Europa, el Cercano Oriente y el norte de África. En Europa, se encuentra en Austria, Bélgica, Bosnia y Herzegovina, Gran Bretaña, Bulgaria, Corsica, Creta, Croacia, República Checa, Dinamarca continental, Estonia, Finlandia, Francia continental, Alemania, Grecia continental, Hungría, Irlanda, Italia continental, Kaliningrado, Letonia, Lituania, Luxemburgo, Moldavia, Macedonia del Norte, Polonia, Portugal continental, Rusia (Centro, Este y Noroeste), Cerdeña, Sicilia, Eslovaquia, Eslovenia, España continental, Suecia, Suiza, Países Bajos, Ucrania y Yugoslavia.